# Emanuele Arciuli
Emanuele Arciuli (* 26. Juni 1965 in Galatone) ist ein italienischer Pianist.

## Leben
Emanuele Arciuli gab sein Debüt als Pianist im Alter von 18 Jahren, mit 19 Jahren erhielt er sein Diplom am Konservatorium in Bari, wo er gegenwärtig Dozent ist. Seine Ausbildung setzte er bei Leon Fleisher, Paolo Bordoni und Vincenzo Vitale fort. In seiner Konzertaktivität trat er als Solist in führenden italienischen Häusern wie dem Teatro San Carlo in Neapel, dem Teatro Carlo Felice in Genua, dem Teatro La Fenice in Venedig auf, außerdem spielte er mit internationalen Orchestern wie den Sankt Petersburger Philharmonikern und dem Orquestra Sinfonica Brasileira und auf internationalen Festivals wie der Biennale di Venezia, dem Miami Piano Festival und den Berliner Festspielen.

## Repertoire
Arciulis Repertoire reicht von Johann Sebastian Bach über die Wiener Klassik und die Zweite Wiener Schule bis zur zeitgenössischen Musik, der sein besonderes Interesse gilt und die er in enger Zusammenarbeit mit verschiedenen italienischen und vor allem amerikanischen Komponisten interpretiert, darunter John Adams und George Crumb. Bemerkenswert ist 2001 sein Projekt der Round Midnight Variations, eine Hommage an Thelonious Monk, für die ihm 20 amerikanische Komponisten ihre eigene Variation des berühmten Themas verfassten. Im Rahmen seines Engagements für die Native American Music spielte er Anfang 2008 mit dem Indianapolis Symphony Orchestra unter Mario Venzago das Indiana Concerto von Louis Ballard, das einzige von einem nordamerikanischen Indianer komponierte Klavierkonzert.

## Aufnahmen
Arciulis Aufnahmen umfassen Werke von Beethoven, Liszt, Kogoj, weiterhin die Gesamtwerke von Alban Berg und Anton Webern und schließlich zeitgenössische amerikanische Komponisten wie John Adams, George Crumb und Frederic Rzewski.